# Iñigo Ruiz de Galarreta
Iñigo Ruiz de Galarreta Etxeberria (San Sebastián, 6 agosto 1993) è un calciatore spagnolo, centrocampista dell'Athletic Bilbao.

## Carriera

### Club
Dopo aver giocato una partita nella terza serie spagnola con il Baskonia, nella stagione 2011-2012 gioca da titolare nel Bilbao Athletic, squadra riserve dell'Athletic Bilbao; sempre nella stessa stagione fa anche il suo esordio nelle coppe europee, giocando una partita di Europa League con l prima squadra. Nella stagione 2012-2013 gioca 3 partite nella massima serie spagnola, 2 partite nei preliminari di Europa League e 3 partite nella fase a gironi di Europa League.
Nell'estate 2013 passa, con la formula del prestito, al Club Deportivo Mirandés in Segunda División; dopo un inizio di stagione in cui ha giocato stabilmente da titolare, ha subito un infortunio al legamento crociato.
Dopo aver disputato il precampionato con l'Athletic Bilbao, passa in prestito al Real Saragozza; l'anno seguente passa in prestito al Leganes, con cui segna un gol in 20 presenze ed ottiene la promozione nella Liga. Viene poi ceduto al Numancia, sempre in seconda serie.

### Nazionale
Ha giocato diverse partite amichevoli con tutte le nazionali giovanili dall'Under-16 all'Under-19.

## Palmarès
- Coppa di Spagna: 1

Athletic Bilbao: 2023-2024